# 29609 Claudiahuang
29609 Claudiahuang è un asteroide della fascia principale. Scoperto nel 1998, presenta un'orbita caratterizzata da un semiasse maggiore pari a 2,7625452 UA e da un'eccentricità di 0,1717633, inclinata di 8,58062° rispetto all'eclittica.